# Oigny (Côte-d’Or)
Oigny [waɲi] ist eine französische Gemeinde mit 40 Einwohnern (Stand 1. Januar 2022) im Département Côte-d’Or in der Region Bourgogne-Franche-Comté. Sie gehört zum Kanton Châtillon-sur-Seine und zum Arrondissement Montbard.

## Lage

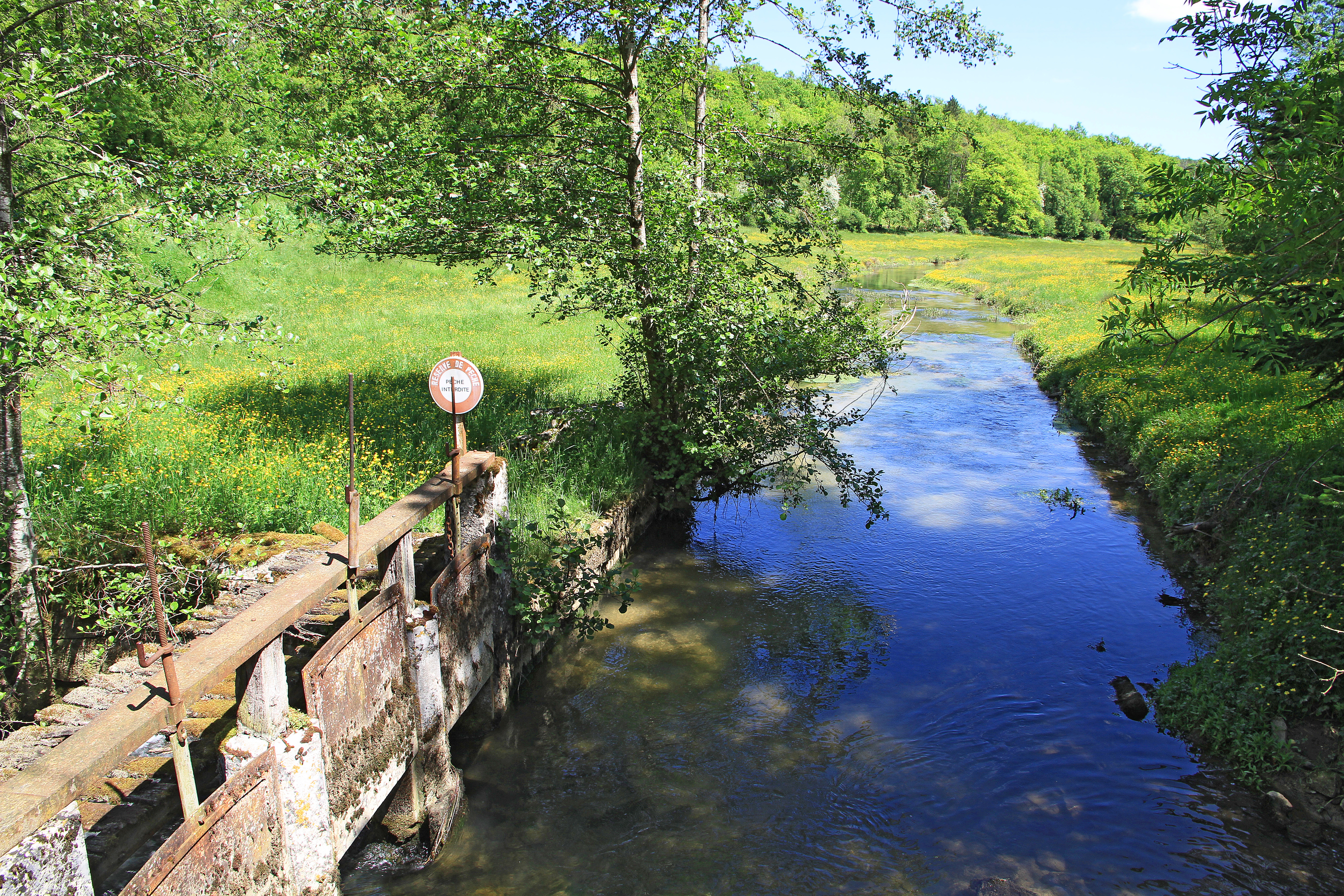
Die Seine an der ehemaligen Mühle

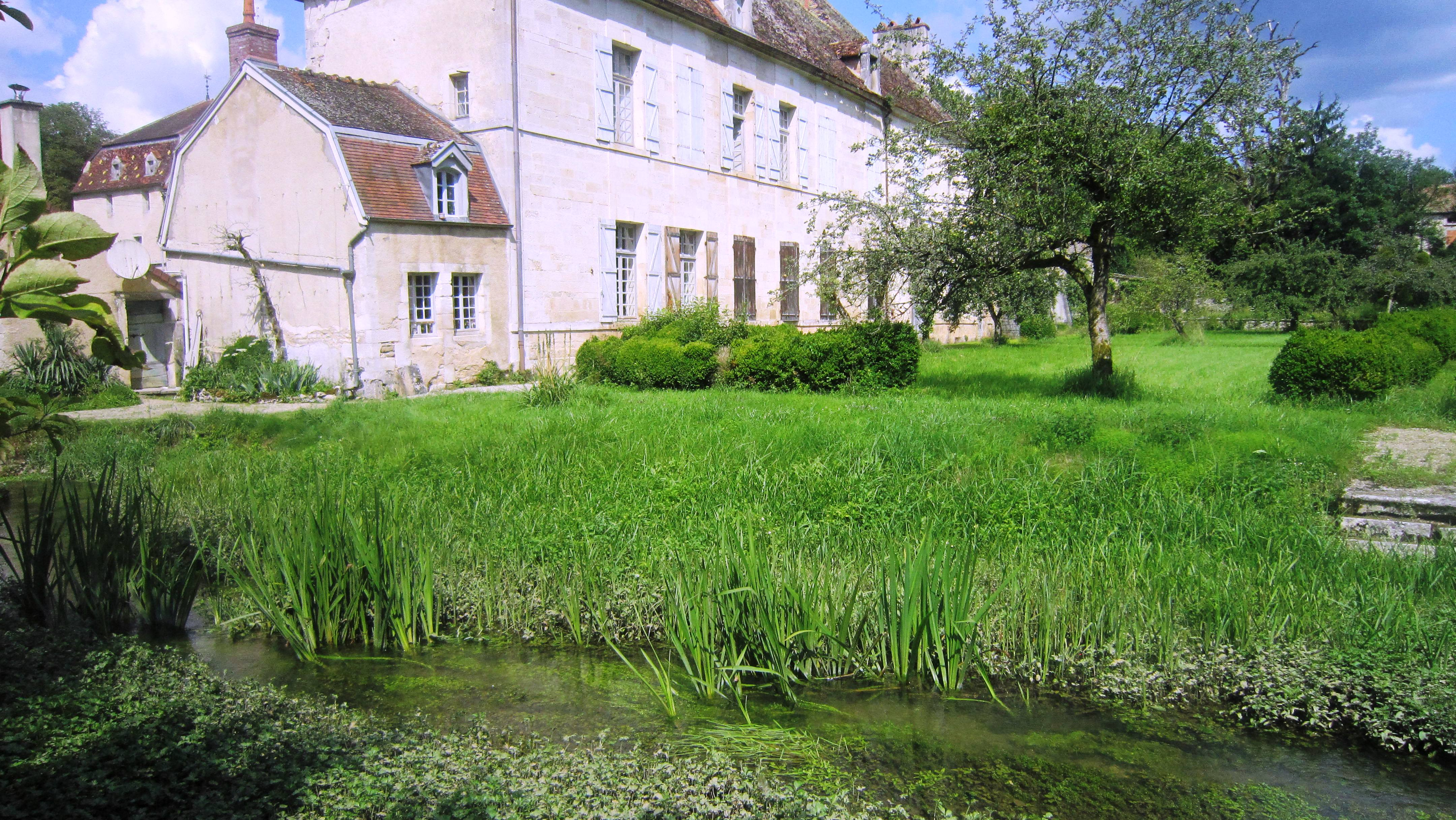
Abtei Notre-Dame, seit 1990 ein Monument historique

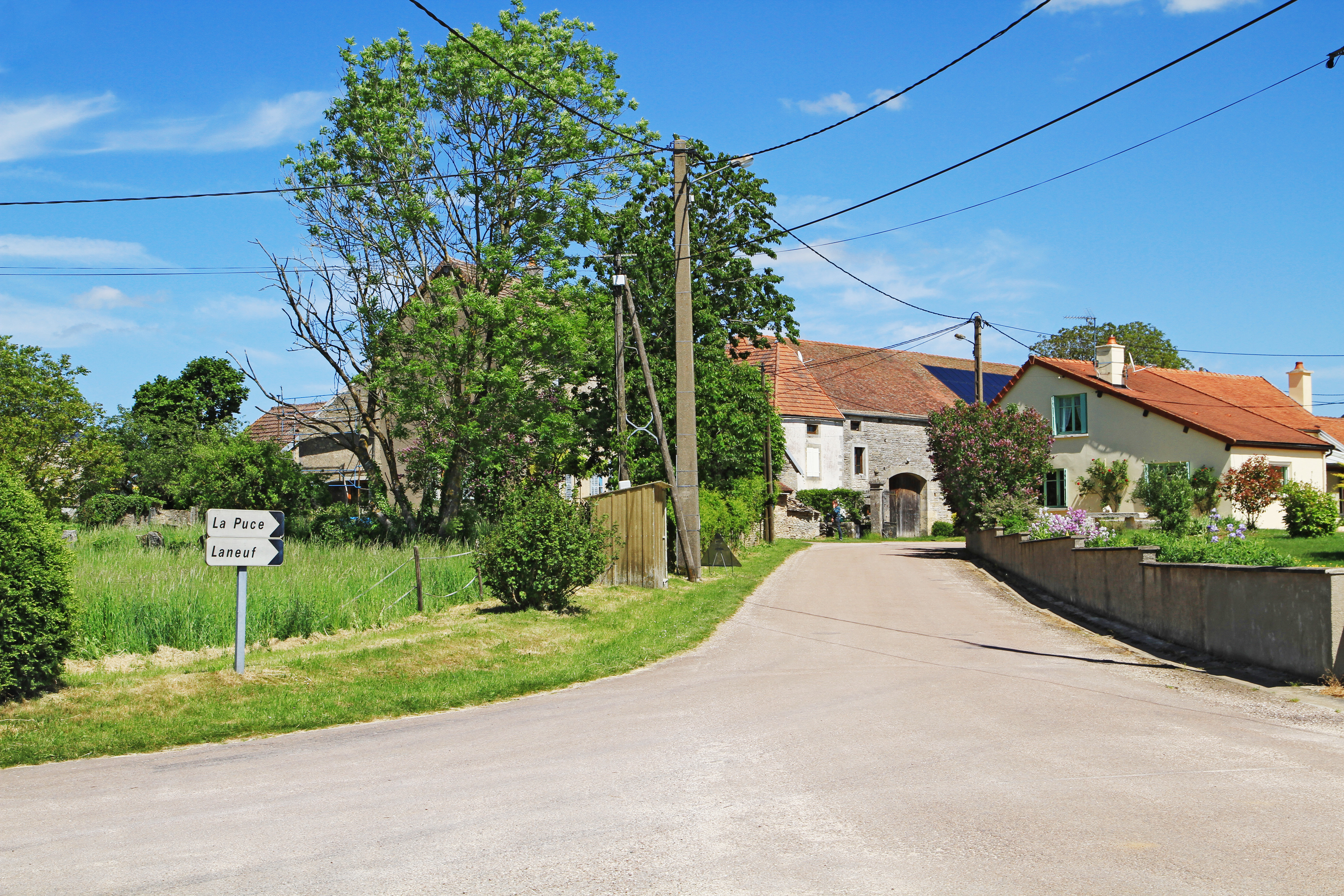
Weiler Les Granges in der Gemeinde Oigny

Die Gemeinde liegt rund 37 Kilometer nordwestlich von Dijon am Oberlauf der Seine.
Nachbargemeinden sind Orret im Nordwesten, Étalante im Nordosten, Poiseul-la-Grange im Osten, Billy-lès-Chanceaux im Süden und Poiseul-la-Ville-et-Laperrière im Westen.

## Bevölkerungsentwicklung
| Jahr                       | 1962 | 1968 | 1975 | 1982 | 1990 | 1999 | 2008 | 2015 |
| -------------------------- | ---- | ---- | ---- | ---- | ---- | ---- | ---- | ---- |
| Einwohner                  | 62   | 40   | 42   | 36   | 30   | 29   | 35   | 36   |
| Quellen: Cassini und INSEE |      |      |      |      |      |      |      |      |